# یونایتد بانک آفریقا
یونایتد بانک آفریقا (انگلیسی: United Bank for Africa) شرکت خدمات مالی و بانکداری نیجریه‌ای است، که در سال ۱۹۴۹ تأسیس شد.